# Netschildkevers
De netschildkevers of roodschildkevers (Lycidae) zijn een familie van kevers in de superfamilie Elateroidea. De Nederlandse alternatieve benaming 'roodschildkevers' verwijst naar de dekschilden, die bij veel soorten rood zijn. Soorten komen over de hele wereld voor, met uitzondering van Antarctica en het noordpoolgebied. De familie omvat ruim 800 soorten, verdeeld over bijna 200 geslachten.

## Geslachten
- Aferos Kazantsev, 1992
- Alyculus  Kazantsev, 1992
- Ambangia Bocáková, 1992
- Antennolycus Bocáková & Bocák, 1999
- Atamania Kazantsev, 2004
- Atelius G. Fischer, 1813
- Autaphes Kazantsev, 1992
- Benibotarus Kôno, 1933
- Brasilycus Nascimento & Bocáková, 2010[2]
- Broxylus Waterhouse, 1879
- Calcaeron Kazantsev, 2004
- Calochromus Guérin-Méneville, 1833
- Calolycus Gorham, 1881
- Calopteron Guérin-Méneville, 1832
- Cautires Waterhouse, 1879
- Ceratoprion Gorham, 1884
- Chinotaphes Bocáková & Bocák, 1999
- Coloberos Bourgeois, 1885
- Conderis Waterhouse, 1879
- Dexoris Waterhouse, 1879
- Diatrichalus Kleine, 1926
- Dictyoptera Latreille, 1829
- Dihammatus Waterhouse, 1879
- Dilophotes Waterhouse, 1879
- Ditoneces Waterhouse, 1879
- Duliticola Mjoeberg, 1925
- Eniclases Waterhouse, 1879
- Eropterus G.W. Green, 1951
- Eros Newman, 1838
- Eulopheros Kazantsev, 1995[3]
- Falsolucidota Pic, 1921[3]
- Falsotrichalus Kazantsev, 2006
- Flagrax Kazantsev, 1992
- Greenarus Kazantsev, 1995
- Helcophorus Fairmaire, 1891
- Hemiconderis Kleine, 1926
- Horakiella Bocáková, 2006
- Idiopteron Bourgeois, 1905
- Kassemia Bocák, 1998
- Kolibacium Winkler, 1987
- Lampyrolycus Burgeon, 1937
- Laterialis Kazantsev, 1990
- Leptoceletes Green, 1952
- Leptolycus Leng & Mutchler, 1922
- Leptotrichalus Kleine, 1925
- Libnetis Kleine, 1943
- Libnetisia Pic, 1921
- Libnetomimus Kleine, 1927
- Libnetomorphus Pic, 1921
- Lipernes Waterhouse, 1879
- Lobatang Bocák, 1998
- Lopheros Leconte, 1881[3]
- Lybnopaeus Kazantsev, 1999
- Lycostomus Motschulsky, 1861
- Lycinella Gorham, 1884
- Lycus Fabricius, 1787
- Lygistopterus Mulsant, 1838
- Lyponia Waterhouse, 1879
- Lyrolib Bocáková, 2006
- Lyroneces Kazantsev, 1999
- Lyropaeus Waterhouse, 1879
- Macrolycus Waterhouse, 1878
- Melampyrus Waterhouse, 1879
- Melaneros Fairmaire, 1877
- Mesolycus Gorham, 1883
- Mesopteron Bourgeois, 1905
- Metapteron Bourgeois, 1905
- Metriorrhynchus Gemminger & Harold, 1869:
- Microcoloberos Pic, 1913
- Microeron Kazantzev, 2004
- Microlycus Pic, 1922
- Microlyropaeus Bocáková, 2006
- Microtrichalus Pic, 1921
- Mimolibnetis Pic, 1936:
- Miniduliticola Kazantsev, 2003
- Miocaenia Wickham, 1914
- Neolyrium Kazantsev, 2005
- Neoplateros Kazantsev, 2006
- Oriomum Bocák, 1999
- Paratelius Kazantsev, 1992
- Pendola Bocák, 2002
- Phaneros Kazantsev, 1992
- Planeteros Gorham, 1883
- Platerodrilus Pic, 1921
- Plateromimus Kazantsev, 2006
- Plateros Waterhouse, 1879
- Platycis Thomson, 1859
- Prolibnetis Bocáková, 2004
- Propyropterus Nakane, 1968
- Proteros Kazantsev, 2004
- Pseudaplatopterus Kleine, 1940
- Psuedoplateros Green, 1951
- Punicealis Kazantsev, 1990
- Pyropterus Mulsant, 1838
- Punicealis Kazantsev, 1990
- Pyrotes Kazantsev, 2004
- Scarelus Waterhouse, 1879
- Sinodulia Kazantsev, 2003
- Skrivania Bocáková & Bocák, 1999
- Stadenus Waterhouse, 1879
- Sulabanus Dvorak & Bocák, 2007
- Taphomimus Kazantsev, 1996
- Teroplas Gorham, 1884
- Thonalmus Bourgeois, 1883
- Tricautires Kazantsev, 2006
- Ultroplateros Kazantsev, 2006
- Wakarumbia Bocák, 1999
- Xylobanellus Kazantsev, 2000
- Xylobanomimus Kleine, 1926
- Xylobanomorphus Kleine, 1935
- Xylobanus Waterhouse, 1879